# 森傑雷區
森傑雷區 （羅馬尼亞語：Raionul Sîngerei）是摩爾多瓦北部的一個區，面積1,000平方公里，首府森傑雷。2004年人口87,153人，當中大部分是摩爾多瓦人（85.1％），其次是烏克蘭人（9.7％）、俄羅斯人（3.5％）、羅馬尼亞人（1.3%）、加告茲人（0.1%）和保加利亞人（0.1％）。